# Bistum Balasore
Das Bistum Balasore (lat.: Dioecesis Balasorensis) ist eine in Indien gelegene römisch-katholische Diözese mit Sitz in Balasore.

## Geschichte
Papst Paul VI. gründete die Apostolische Präfektur Balasore mit der Apostolischen Konstitution Rerum condicio catholicarum am 8. Juni 1968 aus Gebietsabtretungen des Erzbistums Kalkutta.
Mit der Apostolischen Konstitution Opportunum sane wurde sie am 18. Dezember 1989 zum Bistum erhoben, das dem Erzbistum Cuttack-Bhubaneswar als Suffragandiözese unterstellt wurde.

## Territorium
Das Bistum Balasore umfasst die Distrikte Balasore, Bhadrak, Mayurbhanj und Keonjhar im Bundesstaat Odisha.

## Ordinarien

### Apostolischer Präfekt von Balasore
- Jacob Vadakevetil CM (8. Juni 1968 – 1989)

### Bischof von Balasore
- Thomas Thiruthalil CM (18. Dezember 1989 – 9. Dezember 2013)
- Simon Kaipuram CM (9. Dezember 2013 – 22. April 2019)
- Varghese Thottamkara CM (seit 10. Mai 2023)